# 亞烏扎河

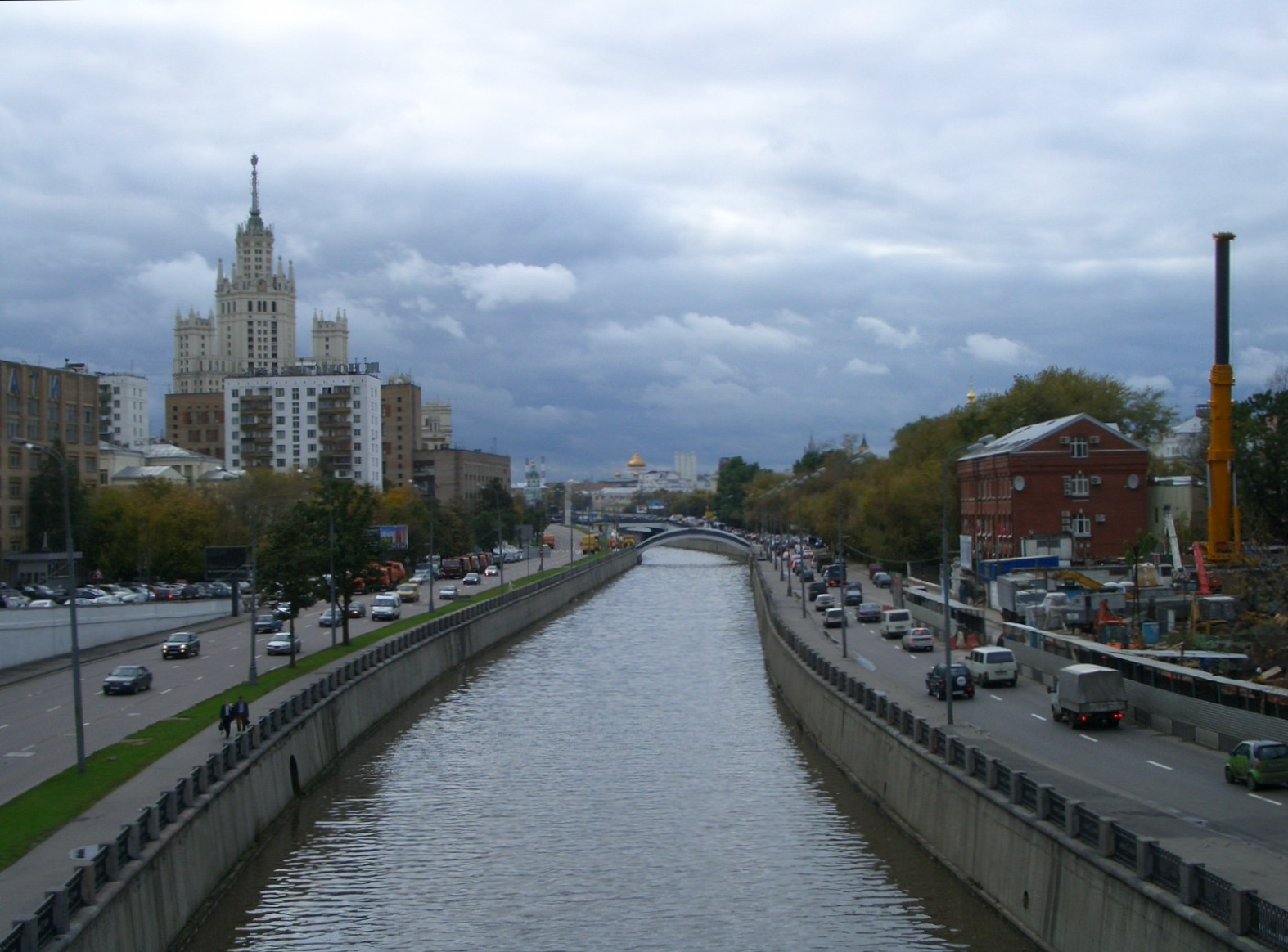
亞烏扎河

亞烏扎河（俄语：Я́уза）是俄羅斯的河流，流经莫斯科直辖市和莫斯科州，屬於莫斯科河的左支流，河道全長48公里，流域面積452平方公里，河畔城市有梅季希。十九至二十世紀工業化令亞烏扎河污染問題嚴重。